# 王者世界
《王者世界》是韩国游戏公司Ndoors（后被NEXON收购）开发的一款3D戰略角色扮演网络游戏。游戏中以神秘的Atlantica大陆为背景，玩家可以在广阔的世界地图中探索遊戲的樂趣。遊戲中最大的特色是使用充滿變化的佣兵系统進行回合制對戰。

## 游戏特点

### 佣兵系统
战斗模式:  遊戲是以九宮陣行進行回合制战斗，九宮格中最多可以放入8隻傭兵。隨著玩家的等級提升，可以雇傭兵的數量也會隨著上升。當玩家到達50等時，主角可以雇傭8隻佣兵在九宮陣行進行战斗。
随着主角等级的提高，玩家可以雇傭更多不同類型的傭兵。不同职业的佣兵都拥有各自不同的技能和特点，因此合理选择佣兵的职业以及战斗阵型的编排都是获胜的关键。
雇傭傭兵方法:  初级佣兵(D級傭兵)可以从新手村附近固定位置的NPC购买，或是在冒险的路途中遇到說服;
高级佣兵(A、B、C級傭兵)则需要完成各种充滿挑戰的雇佣兵任务(建議組隊進行)，亦或在市場以金幣購買各種傭兵的封印球。

### 經營城市
每個活動點數充足的公会都可以透過使用公會點數的方式占领游戏世界地圖中的城市(羅馬和長安除外)，當玩家使用該城市中的設施(商店或銀行等)时，需要交纳一定的税率。
一个地理位置良好的城市可以成为公会的主要经济来源和聚會的大本营。

### 个人小屋
达到特定等级后，可以通过游戏内NPC购买个人小屋，玩家可以装潢布置自己的小屋，同时小屋还可以作为佣兵的休憩地方，提供资源采集等功能。小屋可对其他玩家展示，通过展示可获得到其他玩家的点赞，游戏内也会依照点赞人数做出欢迎程度的排名。

### PK系统
在《王者世界》中与其他玩家PK是件乐趣无穷的事，在战斗过程中玩家的等级高低并不是取胜的关键，合理的佣兵搭配和科学的战斗阵型以及聪明的魔法使用通常可以起到蚂蚁斗大象的效果。玩家可以在定时举办的“无限制联赛”或者开设房间接受挑战的“多人对战模式”中与其他玩家一决高下。

## 运营现况
喜游戏宣布将于2019年12月正式在中国大陆地区继续运营大陆版王者世界。并已经在2019年10月30日至2019年11月6日进行删档测试。

## 結束營運
遊戲橘子宣布於2012年4月24日終止營運台版王者世界。
第九城市宣布於2012年6月15日終止營運大陸版王者世界。
掘夢網宣布於2023年5月11日終止營運台版王者世界。

### 官方网站
- （英文）王者世界官方网站 （页面存档备份，存于）（美国）
- （英文）王者世界官方网站 （页面存档备份，存于）（欧服）
- 王者世界官方网站（韩国）
- （日語）王者世界官方网站 （页面存档备份，存于）（日本）
- [來源請求]王者世界官方网站 （页面存档备份，存于）（中國大陸）